# Подхорје (Жилина)
Подхорје (слч. Podhorie) насељено је мјесто са административним статусом сеоске општине (слч. obec) у округу Жилина, у Жилинском крају, Словачка Република.

## Становништво
| Година:    | 1994. | 2004.   | 2014.    | 2024.    |
| ---------- | ----- | ------- | -------- | -------- |
| Број људи: | 737   | 761     | 860      | 1093     |
| Разлика:   |       | +3,25 % | +13,00 % | +27,09 % |

| Година:    | 2023. | 2024.   |
| ---------- | ----- | ------- |
| Број људи: | 1060  | 1093    |
| Разлика:   |       | +3,11 % |

Према подацима о броју становника из 2024. године насеље је имало 1093 становника.